# Ginoza, Okinawa
Ginoza (宜野座村 Ginoza-son) là một làng thuộc huyện Kunigami, tỉnh Okinawa, Nhật Bản.